# Hillhof
Hillhof ist ein Gemeindeteil der Gemeinde Kirchensittenbach im Landkreis Nürnberger Land (Mittelfranken, Bayern). Hillhof liegt in der Gemarkung Wallsdorf.

## Geographie
Die Einöde besteht aus drei landwirtschaftliche Anwesen mit Wohn- und Nebengebäuden und liegt an einer Gemeindeverbindungsstraße, die südwestlich nach Steinensittenbach zur Staatsstraße 2404 bzw. unmittelbar nördlich nach Wallsdorf zur Kreisstraße LAU 11 führt. Kreppling liegt südöstlich von Hillhof, Hormersdorf nordwestlich. Im Westen liegt der Bützenberg (574 m), der Buchberg (574 m) und der Karlesberg (551 m), im Südosten der Treuferberg (515 m).

## Geschichte
Mit dem Gemeindeedikt (frühes 19. Jahrhundert) wurde Hillhof dem Steuerdistrikt Hohenstein und der Ruralgemeinde Wallsdorf zugeordnet. Im Zuge der Gebietsreform in Bayern wurde Hillhof am 1. Januar 1972 nach Kirchensittenbach eingegliedert.